# Fons de Reestructuració Ordenada Bancària
El Fons de Reestructuració Ordenada Bancària (conegut pel seu acrònim, FROB) és un fons creat a Espanya amb motiu de la crisi financera de 2008. S'emmarca dins de les mesures i plans de rescat i incentivació de l'economia —i, especialment, del sector financer— posats en marxa pels diferents governs i autoritats monetàries.
El FROB té per objecte gestionar els processos de reestructuració d'entitats de crèdit i contribuir a reforçar els seus recursos propis en els processos d'integració entre entitats. El fons té una dotació de 9.000 milions d'euros, dels quals el 75% (6.750 milions d'euros) és finançat amb càrrec als pressupostos i els romanents del Fons d'Adquisició d'Actius Financers i el 25% restant (2.250 milions d'euros) pels diferents fons de garantia de dipòsits de bancs, caixes d'estalvi i cooperatives de crèdit.
Està administrat per una comissió rectora integrada per vuit membres: cinc d'ells a proposta del Banc d'Espanya i tres en representació dels fons de garantia de dipòsits. Aquesta comissió està presidida pel sotsgovernador del Banc d'Espanya.

## Història del fons
Encara que abans de la crisi financera que va començar el 2008 el sistema bancari espanyol gaudia d'un nivell de solvència acceptable, les entitats financeres van començar a sentir el seu impacte força aviat. Les primeres accions del govern espanyol, emmarcades dins de l'anomenat Pla d'Acció concertada dels països de la zona euro, van ser, principalment, tres:
- Autoritzar l'atorgament d'avals de l'Estat a les operacions de finançament realitzades per entitats de crèdit.
- Autoritzar l'adquisició de títols emesos per les entitats de crèdit, incloent-hi participacions preferents i quotes participatives creant el Fons d'Adquisició d'Actius Financers (FAAF), de forma temporal fins al desembre de 2009.
- Incrementar l'import màxim garantit pels diferents fons de garantia de dipòsits.

Tot i això, a finals de juny de 2009, davant la magnitud dels problemes als quals s'enfrontava el sistema financer, el govern espanyol, mitjançant el Reial decret llei 9/2009 Arxivat 2010-06-22 a Wayback Machine., va establir amb caràcter preventiu les bases per a possibles reorganitzacions i reestructuracions d'entitats de crèdit (bancs, caixes i cooperatives de crèdit), especialment les de mida petita i mitjana, que poguessin veure compromesa la seva viabilitat futura. Per això va crear el Fons de Reestructuració Ordenada Bancària (FROB). Aquest fons introdueix com a novetat enfront de les mesures anteriors, l'exigència que les entitats han de reestructurar-se (entenent-se en molts casos com fusionar amb altres de més solvència) per poder accedir a aquests fons.
El Banc d'Espanya ha manifestat públicament l'objectiu que persegueix aquest fons: que es produeixi una ronda de fusions bancàries i, especialment, entre caixes d'estalvis perquè en uns 18 mesos les 45 caixes existents es redueixin a vint sense necessitat d'intervenir-ne cap i de manera que les entitats que quedin disposin d'uns actius superiors a 50.000 milions d'euros.

## Processos de reestructuració d'entitats de crèdit
En cas que es contempli la necessitat de reestructurar una entitat de crèdit, el funcionament del sistema preveu que es donin els següents passos:
1. Recerca d'una solució privada per part de la mateixa entitat de crèdit per reforçar la seva solvència. En absència d'aquesta solució, entra en joc el procés de reestructuració ordenada que preveu el Reial Decret llei 9 / 2009, de 26 de juny.
2. Adopció de mesures per afrontar les debilitats que puguin afectar la viabilitat de les entitats de crèdit amb participació dels Fons de Garantia de Dipòsits en entitats de crèdit. La mateixa entitat de crèdit o el Banc d'Espanya hauran de presentar un pla de viabilitat on es detallin les actuacions a prendre per emprendre la reestructuració de l'entitat (reforçament de patrimoni i solvència o projecte de fusió o absorció per una altra entitat). Aquest pla de viabilitat ha de ser aprovat pel Banc d'Espanya amb la consulta prèvia del Ministeri d'Economia i Hisenda i de les comunitats autònomes afectades. En aquesta fase la reestructuració de l'entitat de crèdit es durà a terme amb el suport del Fons de Garantia de Dipòsits corresponent, que podrà obtenir suport financer del FROB. Les aportacions de fons per part del FROB suportaran un tipus d'interès del 7,75% que, a partir del segon any, s'elevarà al 8,25%.[4]
3. Finalment, si no s'aprova el pla de viabilitat o no és possible el seu compliment, la reestructuració de l'entitat s'ha d'ajustar al nou procediment: se substituiran els administradors de l'entitat de crèdit i assumirà la gestió el FROB, que elaborarà un pla de reestructuració amb mesures organitzatives, mesures de suport financer (garanties, préstecs en condicions favorables, adquisició de títols, valors i actius de l'entitat, etc.) i amb la solució a adoptar: fusió amb una altra entitat, traspàs del negoci a una altra, subhasta, etc.

El FROB també pot intervenir en els processos de fusió, absorció i concentració d'entitats de crèdit, adquirint participacions preferents convertibles en accions, quotes participatives o aportacions al capital social emeses per aquestes que hauran de ser recomprades en cinc anys. En cas contrari, el FROB exercirà el seu dret i entrarà en el capital de l'entitat afectada.

## Intervencions del fons
La primera actuació del FROB va ser la que va afectar Caja de Castilla-La Mancha, el procés d'intervenció, reestructuració i venda es va allargar durant un termini de diversos mesos.
La manca d'agilitat del procés va fer que el Banc d'Espanya, en coordinació amb quinze bancs d'inversió, posés a punt un protocol d'intervenció que garantís una solució ràpida -dos dies- a aquest tipus de problemes en el futur.

### Primera Ronda d'intervencions
La primera ronda d'intervencions va consistir en l'aportació de diners a les fusions de diverses caixes d'estalvis, en forma de participacions preferents convertibles.
Des de juliol de 2010 fins principis de 2011 s'han concedit 9.674 milions d'euros en ajudes.
| Entitat                       | Import        | Tipus                                  | Data             |
| ----------------------------- | ------------- | -------------------------------------- | ---------------- |
| Banco Financiero y de Ahorros | 4.465 milions | Participacions preferents convertibles | 28 Desembre 2010 |
| CatalunyaCaixa                | 1.250 milions | Participacions preferents convertibles | 28 Juliol 2010   |
| Novacaixagalicia              | 1.162 milions | Participacions preferents convertibles | 30 Desembre 2010 |
| Banca Cívica                  | 977 milions   | Participacions preferents convertibles | 11 Febrer 2011   |
| Banc Mare Nostrum             | 915 milions   | Participacions preferents convertibles | 31 Desembre 2010 |
| Caja España-Duero             | 525 milions   | Participacions preferents convertibles | 29 Novembre 2010 |
| BBK Bank CajaSur              | 392 milions   | Esquema de Protecció d'Actius          | 16 juliol 2010   |
| Unnim                         | 380 milions   | Participacions preferents convertibles | 28 Juliol 2010   |

### Segona Ronda d'intervencions
La segona ronda d'intervencions consisteix en l'aportació de diners en forma de capital. Per dur-la a terme, les caixes d'estalvis van necessitar traspassar prèviament el seu negoci a un banc de nova creació.
El 30 de setembre de 2011, fi del termini per a la recapitalització mitjançant inversió privada, establert en el Decret Llei 2/2011, cinc entitats, a més de la CAM, no havien aconseguit el capital privat que necessitaven, de manera que el FROB va decidir injectar 4.751 milions d'euros en tres d'elles, el que suposa en la pràctica la seva nacionalització, i concedir un termini de 25 dies a les altres dues.
Les tres entitats afectades i els capitals aprovats són les següents:

| Entitat                         | Capital       | Participació del FROB |
| ------------------------------- | ------------- | --------------------- |
| Catalunya Banc (CatalunyaCaixa) | 1.718 milions | 89,74%                |
| NCG Banco (Novacaixagalicia)    | 2.465 milions | 93,16%                |
| Unnim Banc (Unnim)              | 568 milions   | 100%                  |

En el mateix moment, es decideix convertir en accions les participacions preferents convertibles emeses per Unnim el 28 de juliol de 2010, adquirides pel FROB.
Els bancs que van obtenir 25 dies de pròrroga per obtenir capital privat són BMN Banc Mare Nostrum, i Liberbank (format per la unió de les tres caixes que es van separar de la CAM del projecte de Banc Base, que no ha rebut ajuts del FROB). Les necessitats de capital privat d'aquests dos bancs són 485 milions i 325 milions, respectivament.
Una cinquena entitat que havia rebut ajudes del FROB, Caja España-Duero, amb necessitats de capital bàsic de 463 milions, es lliura de la intervenció després de la fusió amb Unicaja.
Les altres dues entitats necessitades de recapitalització entre les que van rebre ajudes anteriorment, Banco Financiero y de Ahorros (Bankia) i Banca Cívica, van recórrer a l'entrada de capital privat mitjançant la seva sortida a borsa a mitjans de 2011, aconseguint 5.838 milions i evitant d'aquesta manera una nova intervenció del FROB.
Tres entitats necessitades de capital, Barclays, Deutsche Bank i Bankinter, van aconseguir la recapitalització amb ampliacions de capital en borsa, sense recórrer al FROB.

### Balanç Total
| Entitat                         | Import total   | Format d'ajudes                        | Import        | Data              |
| ------------------------------- | -------------- | -------------------------------------- | ------------- | ----------------- |
| Total                           | 20.617 milions | Participacions preferents convertibles | 9.674 milions | 2n Semestre 2010  |
| Total                           | 20.617 milions | Capital                                | 7.551 milions | 3r Trimestre 2011 |
| Total                           | 20.617 milions | Línies de liquiditat                   | 3.000 milions | 22 Juliol 2011    |
| Total                           | 20.617 milions | Esquema de Protecció d'Actius          | 392 milions   | 16 Juliol 2010    |
| Banco CAM                       | 5.800 milions  | Capital                                | 2.800 milions | 22 Juliol 2011    |
| Banco CAM                       | 5.800 milions  | Línia de liquiditat                    | 3.000 milions | 22 Juliol 2011    |
| Banco Financiero y de Ahorros   | 4.465 milions  | Participacions preferents convertibles | 4.465 milions | 28 Desembre 2010  |
| NCG Banco (Novacaixagalicia)    | 3.627 milions  | Participacions preferents convertibles | 1.162 milions | 30 Desembre 2010  |
| NCG Banco (Novacaixagalicia)    | 3.627 milions  | Capital                                | 2.465 milions | 30 Setembre 2011  |
| Catalunya Banc (CatalunyaCaixa) | 2.968 milions  | Participacions preferents convertibles | 1.250 milions | 28 Juliol 2010    |
| Catalunya Banc (CatalunyaCaixa) | 2.968 milions  | Capital                                | 1.718 milions | 30 Setembre 2011  |
| Banca Cívica                    | 977 milions    | Participacions preferents convertibles | 977 milions   | 11 Febrer 2011    |
| Unnim                           | 948 milions    | Participacions preferents convertibles | 380 milions   | 28 Juliol 2010    |
| Unnim                           | 948 milions    | Capital                                | 568 milions   | 30 Setembre 2011  |
| Banco Mare Nostrum              | 915 milions    | Participacions preferents convertibles | 915 milions   | 31 Desembre 2010  |
| Caja España-Duero               | 525 milions    | Participacions preferents convertibles | 525 milions   | 29 Novembre 2010  |
| BBK Bank CajaSur                | 392 milions    | Esquema de Protecció d'Actius          | 392 milions   | 16 Juliol 2010    |

## Fons
Els seus fons inicials van ser de 9.000 milions d'euros, que van procedir del Fons de Garantia de Dipòsits (2.250 milions), i del romanent del FAAF i amb càrrec a pressupostos (6.750 milions).

### Emissions
Fins al moment s'han realitzat emissions per valor de 7.750 milions d'euros.
| Import (€)    | Data             | Termini | Interès                  | Venciment        | Cost (€)    |
| ------------- | ---------------- | ------- | ------------------------ | ---------------- | ----------- |
| 3.000 milions | 12 Novembre 2009 | 5 anys  | Midswap + 0,25% (3,00%)  | 19 Novembre 2014 | 450.000.000 |
| 3.000 milions | 27 Gener 2011    | 3 anys  | Midswap + 2,20% (4,529%) | 3 Febrer 2014    | 407.610.000 |
| 1.750 milions | 5 Juliol 2011    | 5 anys  | Midswap + 2,70% (5,5%)   | 12 Juliol 2016   | 481.250.000 |